# 柏林巴德学院
42°01′16″N 73°54′27″W / 42.02108°N 73.90756°W
柏林巴德学院（英語：Bard College Berlin），是德国柏林的一所私立本科院校。根据著名美国哲学家Martha Nussbaum，该学院是欧洲博雅教育的典范。 教学语言以英语为主，并且颁发的学位同时获得了美国和德国教育部的认证。

## 历史
柏林巴德学院的前身为欧洲文理学院（英語：European College of Liberal Arts, ECLA），在Stephan Gutzeit的领导下于1999年成立，创始人院长是Erika Anita Kiss。 欧洲文理学院的第一个项目是为期六周的暑期项目，后来开设了两个为期一年的课程项目。2011年11月，ECLA与位于美国纽约Annandale-on-Hudson的巴德学院合并，随后改名为柏林巴德学院。

## 学术

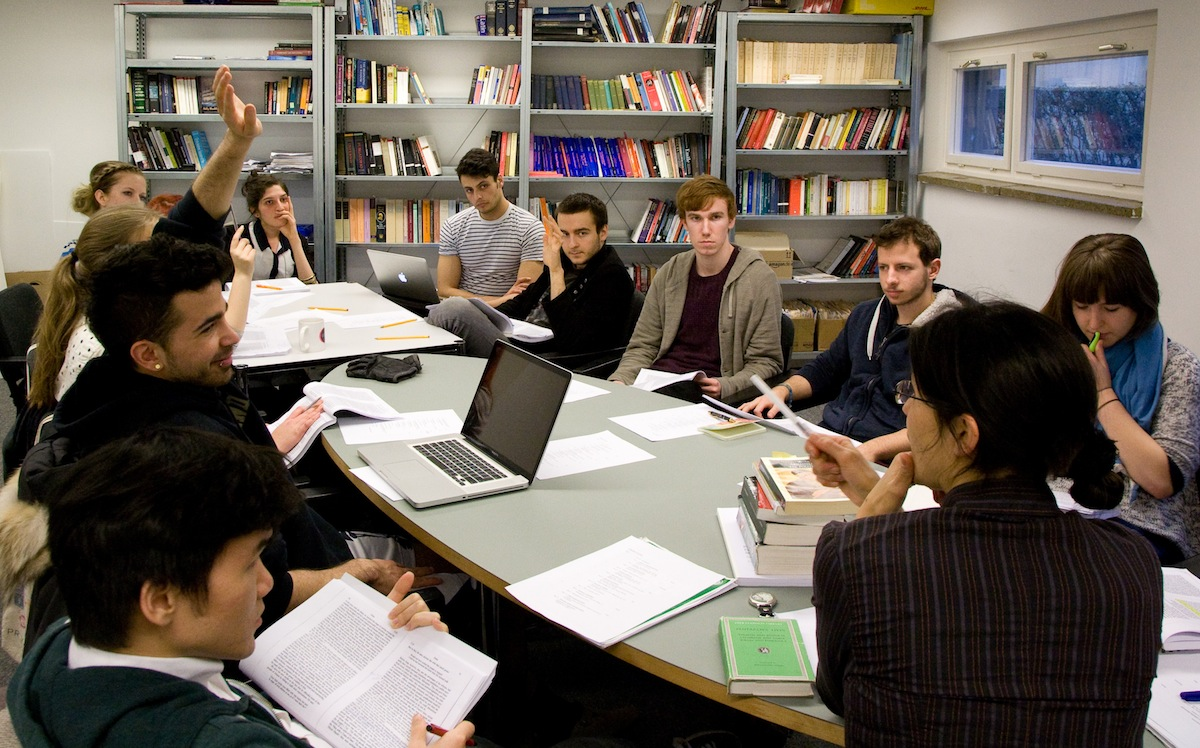
柏林巴德学院研讨会 2013年

### 学术课程
柏林巴德学院提供本科学士学位，以及为期一学期或者一年的课程项目。目前提供的学位包括人文，艺术和社会思想的文学学士， 以及经济，政治和社会思想文学学士。短期的学习项目包括学院年与项目年。每年夏天都会举办暑期戏剧项目，德语语言项目，以及艺术工作坊。学术领域囊括哲学、历史、经济、政治、文学、艺术史、思想史、电影、戏剧和纯艺。
与纽约的巴德学院相同，在开学报到的前三周，大一新生需要参加语言和思考项目（Language and Thinking, L&T），为新生准备一次紧凑的、以写作为中心的博雅教育介绍，期间学生需要阅读各派别的文学作品并分小组讨论阅读与写作。

### 教师
柏林巴德学院汇集了来自世界各地的学者和教师。他们的主要专业领域包括哲学，文学，政治理论，艺术史，电影理论，人权，历史和修辞。

### 认证
自2017年1月20日起，柏林巴德学院获得了德国国家科学委员会Wissenschaftsrat的认证以及柏林州教育部的认可。 人文，艺术和社会思想学士学位课程于2013年秋季由德国权威认证机构ACQUIN通过了专业认证。经济，政治和社会思想学士学位课程于2015年9月获得了认证。隶属于纽约的巴德学院，柏林巴德学院的学位也都获得了美国教育部 Middle States Commission on Higher Education（MSCHE）的认证。

## 校园

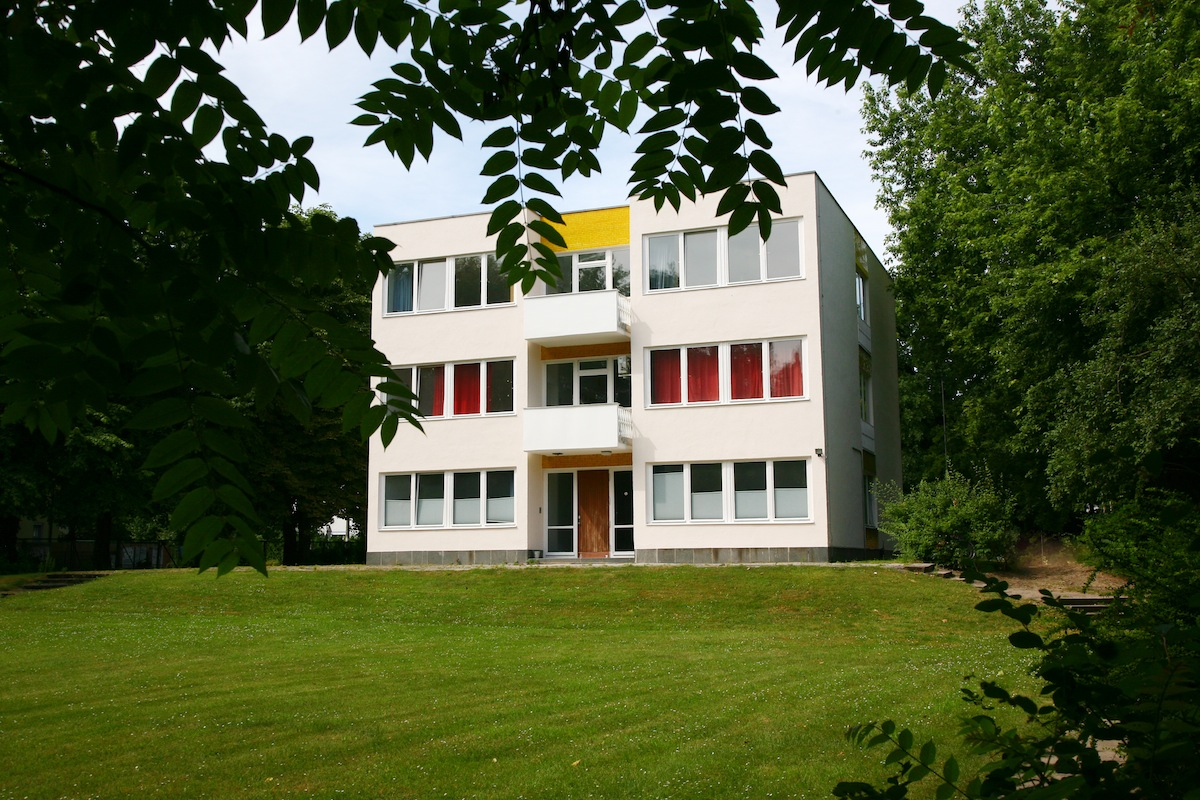
柏林巴德学院校园

柏林巴德学院是一所寄宿院校，位于柏林Pankow-Niederschönhausen的住宅区。大多数建筑物曾是驻德意志民主共和国的几个国家大使馆，其中包括埃及，古巴和尼日利亚，由Eckart Schmidt于1966年设计并于1972年建立的。